# Red Knights Tübingen
Red Knights Tübingen (früher: Rottenburg Red Knights, Poltringen Red Knights) ist ein American-Football-Verein im American Football Verband Baden-Württemberg, Deutschland.
Der Verein wurde 1992 in Rottenburg am Neckar gegründet und ist seit dem 10. Oktober 2010 Abteilung des SSC Tübingen. Der größte Erfolg des Teams war der Aufstieg in die 2. Bundesliga.

## Geschichte

### Die Gründerjahre
Im Jahr 1991 fanden einige Schüler am Eugen-Bolz-Gymnasium Rottenburg Gefallen an American Football und schlossen sich als Spieler den Holzgerlingen Saints (heute: Holzgerlingen Twister) an. 1992 lernten die Spieler den damaligen Trainer der Dillingen Steelhawks Rainer Heck kennen, der in Rottenburg als Lehrer eingestellt wurde. Im Herbst 1992 wurden die Red Knights als Verein gegründet und 1993 als Football-Abteilung in den SV Poltringen aufgenommen.
1994 wurde die erste Saison der Poltringen Red Knights in der Bezirksliga Baden-Württemberg mit dem Meistertitel abschlossen.

### Rottenburg Red Knights
1996 wechselten die Red Knights den Verein und wurden eine Abteilung des SV Wendelsheim. Durch diesen Wechsel erfolgte eine Namensänderung in Rottenburg Red Knights. Mit der Vizemeisterschaft in der Landesliga Ba-Wü stiegen die Red Knights in die Verbandsliga Baden-Württemberg auf und wurden mit nur einem verlorenen Spiel 1997 Meister. 1998 errang der Verein die Meisterschaft in der Oberliga Baden-Württemberg und stieg in die Regionalliga Mitte auf.
Als Tabellenzweiter der Regionalliga Mitte (Division Süd) kamen die Red Knights 1999 in die Play-off-Runde um den Aufstieg in die 2. Bundesliga. Das Finale gegen die Darmstadt Diamonds verloren die Red Knights. Im Jahr 2000 stiegen sie mit nur einem Unentschieden und keiner Niederlage in die 2. Bundesliga Süd auf.
2001 erreichten die Red Knights mit dem vierten Platz der 2. Bundesliga Süd ihr bislang bestes Ergebnis. 2002 stiegen sie auf Grund von etlichen Spielerabgängen und der schwierigen Nachwuchssituation wieder in die Regionalliga ab. Nach Rainer Heck übernahm Timo Armbruster, ehemaliger Defense-Spieler, bis zum Abschluss der Saison 2004 die Mannschaft als Head Coach. Das Jahr 2003 war durch den Neuanfang in der Regionalliga Mitte geprägt. 2005 musste aufgrund Spielermangels der Spielbetrieb der 1. Mannschaft eingestellt werden.

### Neubeginn und Umzug nach Tübingen – Red Knights Tübingen
2006 übernahm der ehemalige Spieler Cesare De Pauli die Head-Coach-Position. Als Meister der Landesliga Ba-Wü konnten die Red Knights aus der Saison 2007 gehen. 2009 wurden die Red Knights Vizemeister der Landesliga Baden-Württemberg. 2010 wurde der Umzug nach Tübingen als Abteilung beim Verein SSC Tübingen beschlossen und eine neue Jugendmannschaft in Tübingen gegründet, die erste Erfahrungen in der B-Jugend-Liga Baden-Württemberg sammelte.
2011 starteten die Red Knights Tübingen erneut in der Landesliga Baden-Württemberg. Dieses Jahr ging als eines der erfolgreichsten und als Jahr der Rekorde in die Geschichte des Teams ein: Gut angekommen im neuen Verein, holten sich die Red Knights mit einer Perfekten Saison die Meisterschaft in der Saison 2011. Zum ersten Mal in der Team-Geschichte stellten die Red Knights mit Flag-, B- und A-Jugend drei Jugendmannschaften. Die Grenze von 100 Mitgliedern wurde in diesem Jahr durch die Abteilung American Football übertroffen. Im November 2011 wurde außerdem ein neuer Sportplatz beim SSC Tübingen eingeweiht, ein neuer Austragungsort der Heimspiele mit dauerhaften Footballmarkierungen und Footballtoren. Zur Saison 2012 wurden viele langjährige Spieler verabschiedet und ein allgemeiner Umbruch fand statt, in der Liga platzierte sich das Team im Mittelfeld. Auch in der folgenden Saison ging es nicht über einen Platz im Niemandsland hinaus. Die Saison 2014 bestritt das Team erfolgreich und stand nach 8 Spieltagen bereits vorzeitig als Meister und Aufsteiger in die Oberliga fest.

### Red Knights Ladies
Zur Saison 2017 nahm eine Damenmannschaft der Red Knights Tübingen am Spielbetrieb teil, konnte jedoch kein Spiel gewinnen. Zwei Jahre später trat das Team als Spielgemeinschaft mit den Crailsheim Hurricanes an und wurde ungeschlagener Meister der Damenbundesliga 2 Süd-Ost. Das Team schaffte es bis in das Halbfinale der Play-offs. Nachdem wegen der COVID-19-Pandemie die Saisons 2020 und 2021 ausfielen bzw. nur eingeschränkt gespielt wurden, traten die Ladies 2022 als eigenständiges Team an. Mit vier Siegen in sechs Spielen beendeten sie die Saison auf dem zweiten Gruppenplatz. 2023 konnten sie nur ein Spiel gewinnen und wurden Vierte. Für die Saison 2024 konnten die neu gegründeten Reutlingen Eagles Ladies als neue Partnerinnen für eine Spielgemeinschaft gefunden werden. Mit diesen konnte wieder der Gruppensieg und damit die Qualifikation für die Play-offs erreicht werden.

## Erfolge
- 1. Mannschaft:
  - 1994: Meister Bezirksliga Ba-Wü
  - 1997: Meister Verbandsliga Ba-Wü
  - 1998: Meister Oberliga Ba-Wü
  - 2000: Meister Regionalliga Mitte (Aufstieg in die 2. Bundesliga Süd)
  - 2007: Meister Landesliga Ba-Wü
  - 2011: Meister Landesliga Ba-Wü
  - 2014: Meister Landesliga Ba-Wü
  - 2024: Meister Landesliga Ba-Wü

- Jugend:
  - 2005: Meister Jugendliga Ba-Wü
  - 2013: Teilnahme am Finalturnier Jugendliga Ba-Wü
  - 2014: Meister Jugendliga Ba-Wü

- Ladies:
  - 2019: Meister DBL2 Süd-Ost (als Spielgemeinschaft mit Crailsheim Hurricanes)
  - 2024: Meister DBL2 Süd (als Spielgemeinschaft mit Reutlingen Eagles Ladies)

## Teams der Red Knights Tübingen
- Red Knights Tübingen Seniors – Herren Tackle Football
- Red Knights Tübingen Ladies – Damen Tackle Football
- Red Knights Tübingen Knappen – Junior Tackle Football u19
- Red Knights Tübingen Knappen – Junior Flag Football u16, u15

- Die Dragons, Senior-Cheerleading

## Heimspiele
Die Red Knights tragen ihre Heimspiele auf dem Sportplatz Holderfeld in Tübingen aus.